# Гребенщиков, Георгий Дмитриевич
Гео́ргий Дми́триевич Гребенщико́в (23 апреля [6 мая] 1883 или 1884 — 11 января 1964) — русский писатель, критик и журналист, общественный деятель.

## Биография
Георгий Гребенщиков родился в селе Николаевский рудник на Алтае (после 1917 г. — Каменевка, ныне не существует) в семье горнорабочего. В 1894, не закончив начальной школы, начал самостоятельную жизнь.
Перепробовав множество профессий, занялся журналистикой. Первые литературные опыты относятся к 1905. В 1906 выходит сборник рассказов и очерков «Отголоски сибирских окраин». С 1909 ответственный секретарь журнала «Молодая Сибирь», поступает вольнослушателем в Томский университет, знакомится с Г. Н. Потаниным, разделяет его взгляды на Сибирь.
В 1910—1911 гг. по совету Потанина совершает этнографические путешествия по Алтаю. По их итогам делает доклады о староверах в Томском обществе изучения Сибири, читает лекцию о бухтарминских поселенцах в Сибирском собрании Петербурга, печатает очерк в «Алтайском сборнике». Весной 1912 по рекомендации Потанина становится редактором барнаульской газеты «Жизнь Алтая».
В это время издаёт двухтомник рассказов и повестей «В просторах Сибири». При содействии М. Горького, с которым находился в переписке, начинает печататься в столичных журналах «Современник» и «Летопись», на средства барнаульского мецената В. М. Вершинина подготовил «Алтайский альманах» (СПб., 1914), в нём публикует произведения В. Шишкова, С. Исакова и других молодых писателей.
Свидетельство роста писательского мастерства — создание в 1913—1916 гг. повестей «Ханство Батырбека» и «Любава». В них автор заявляет о себе как о незаурядном писателе-реалисте. С начала 1916 находится в действующей армии, начальник Сибирского санитарного отряда. В московских «Русских ведомостях» публикуются его репортажи и корреспонденции с фронта. В 1917 г. завершил первую часть своего главного произведения — романа «Чураевы», в котором нашли отражение волновавшие писателя религиозно-нравственные проблемы.

### В эмиграции
Октябрьские события 1917 года не принял. Годы гражданской войны провёл в Крыму, сотрудничая в местной печати. В 1920 году эмигрировал. Жил сначала во Франции, в Париже был тесно знаком с Н. Рерихом, Ф. Шаляпиным, К. Бальмонтом.
В 1923 году совместно с Н. К. Рерихом создал книжное издательство «Алатас». Среди книг, изданных издательством «Алатас», можно отметить такие как «Держава света» Н. К. Рериха, «Николины притчи» А. Ремизова, «Голубая подкова» К. Д. Бальмонта, «Книга Жизни» проф. И. А. Сикорского, «Незримый гость» Ив. Умова.
С 1924 года — в США. В 1925 году в штате Коннектикут основал селение «Чураевка».
Работал над многотомным романом-эпопеей «Чураевы». Эта эпопея оказала сильное влияние на литературные вкусы и чаяния русской эмигрантской молодёжи. В начале 1920-х годов в Харбине русская молодёжь создала литературный кружок «Молодая Чураевка». Несколько позже, в 1930-х годах, после переезда многих харбинских поэтов и писателей в Шанхай, там было основано новое литературное объединение «Шанхайская Чураевка». Оставил воспоминания об Иване Шмелёве.

## Сочинения
- В просторах Сибири. В 2-х кн., 1913-15
- Змей Горыныч, 1916
- Степь, да небо, 1917
- Чураевы. В 6-ти тт., Paris, New York, 1922-37
- Чураевы, Иркутск, 1982, серия «Литературные памятники Сибири»; Иркутск, 1991
- Былина о Микуле Буяновиче, New York, 1924
- The Trumpet Call, ALATAS PUBLISHING CO., 1947
- Радонега. Сказание о Святом Сергии, Southbury, 1938, 2-е изд. — 1954
- Златоглав. Southbury, 1939
- Ханство Батырбека

Избранные произведения: В 2 т.— Томск: Сибирика, 2004.
Т. 1: Повести и рассказы; Былина о Микуле Буяновиче / послесл. А. Казаркина. — 2004. — 599 с.: портр. — Содерж.: Повести и рассказы: Волчья жизнь; Кызыл-Тас; Колдунья; Пришельцы; Смолокуры; На Иртыше; Степные вороны; Царь Максимилиан; Лесные короли; Змей Горыныч; Убежище; Отец Порфирий; Полынь-трава; Любава; Волчья сказка; Весною; Всходы; Гость; Ярышка; Степь да небо; Былина о Микуле Буяновиче; А. Казаркин. Сибирский классик.
Т. 2: Егоркина жизнь; Публицистика; Гонец: Письма с Помперага. — 2004. — 601 с.: портр. — Из содерж.: публицистика: Алтайская Русь; Старый бергайер; Моя Сибирь (части: Природа и люди Сибири; Алтай — жемчужина Сибири; Алтай — моя родина); В Ясной Поляне; На склоне дней его; Держава Света; «Звенигород окликанный»; Шаляпин — писатель; Певун-размыка-чародей; Т. Черняева. О повести «Егоркина жизнь».

### Публикации
- Гребенщиков Г. Великий сибиряк. (К годовщине со дня смерти Г. Н. Потанина) // Общее дело. — Париж, 1921. — 19 июня (№ 338). — С. 2.
- Гребенщиков Г. В Ясной Поляне. К годовщине смерти Л. Н. Толстого // Последние новости.— Париж, 1921.— 20 ноября (№ 490).— С. 2.
- Гребенщиков Г. Д. Мой рассказ о Рерихе // Русский голос. Харбин. 1924. Октябрь.
- Гребенщиков Г. Без Алтая: Из писем с Помперага: Читательнице под псевдонимом «Наталия Мирцева» // Новое русское слово.— Нью-Йорк, 1929.— 5 мая (№ 5943).— С. 2, 3.
- Гребенщиков Г. Зуб Кондратия: Отрывок из готовящегося к печати 5-го тома Чураевых // Новое русское слово.— Нью-Йорк, 1930.— 29 апреля (№ 6302).— С. 2, 3.
- Гребенщиков Г. Месяц май: Из писем с Помперага // Новое русское слово.— Нью-Йорк, 1930.— 8 июня (№ 6342).— С. 2, 8.
- Гребенщиков Г. Лекция И. И. Сикорского в Чураевке: (Письмо в редакцию) // Новое русское слово.— Нью-Йорк, 1930.— 25 сентября (№ 6451).— С. 3.
- Гребенщиков Г. Конек-горбунок скачет в Америку... // Новое русское слово.— Нью-Йорк, 1931.— 17 февраля (№ 6596).— С. 2.
- Гребенщиков Г. К вопросу издания «толстого» русского журнала в Америке: (Письмо в редакцию) // Новое русское слово.— Нью-Йорк, 1931.— 25 апреля (№ 6663).— С. 3.
- Гребенщиков Г. Русский праздник в Гери: 20 лет на ниве Божией // Новое русское слово.— Нью-Йорк, 1931.— 13 октября (№ 6834).— С. 3.
- Гребенщиков Г. Караван: Отрывки из неизданных частей эпопеи Чураевы // Новое русское слово.— Нью-Йорк, 1932.— 10 января (№ 6923).— С. 2, 3.
- Гребенщиков Г. И. И. Остромысленскому, 16 апреля 1932 г., Чураевка на Помпераге // Новое русское слово.— Нью-Йорк, 1932.— 18 апреля (№ 7022).— С. 3.
- Гребенщиков Г. Борьба за очаги культуры: (К вопросу о судьбе музея Рериха) // Новое русское слово.— Нью-Йорк, 1932.— 22 мая (№ 7056).— С. 5.
- Гребенщиков Г. Монастырский праздник: (Из книги «Американская Русь» // Новое русское слово.— Нью-Йорк, 1932.— 19 июня (№ 7084).— С. 2-3.
- Гребенщиков Г. Беседа с Г. Д. Гребенщиковым / [Вёл Николай Алл] // Новое русское слово.— Нью-Йорк, 1933.— 10 сентября (№ 7532).— С. 5.
- Гребенщиков Г. Из жизни Ильи Львовича Толстого: (Из писем с Помперага) // Новое русское слово.— Нью-Йорк, 1933.— 19 декабря (№ 7632).— С. 2.
- Гребенщиков Г. Андромеда: Из неизданного тома эпопеи «Чураевы» // Новое русское слово.— Нью-Йорк, 1933.— 24 декабря (№ 7637).— С. 2-3.
- Гребенщиков Г. О положении писателей: К предстоящему балу Фонда [помощи писателям и учёным] // Новое русское слово.— Нью-Йорк, 1934.— 25 ноября (№ 7972).— С. 4.
- Гребенщиков Г. Из тысячи и одной ночи: Из впечатлений о последних постановках Фокина // Новое русское слово.— Нью-Йорк, 1935.— 6 августа (№ 8224).— С. 2-3.
- Гребенщиков Г. Гуди, гуди, Русь!: Из писем с Помперага // Новое русское слово.— Нью-Йорк, 1935.— 7 декабря (№ 8347).— С. 4.
- Г. Д. Гребенщиков рассказывает о просторах Америки: Беседа с писателем // Новое русское слово.— Нью-Йорк, 1937.— 2 июля (№ 8916).— С. 2-3.
- Гребенщиков Г. Земля наша обильна...: Ко Дню русского ребенка // Новое русское слово.— Нью-Йорк, 1937.— 18 октября (№ 9024).— С. 3.
- Гребенщиков Г. Лидочкино счастье: Из писем с Помперага // Новое русское слово.— Нью-Йорк, 1939.— 21 октября (№ 9754).— С. 3, 6. (Сегодня День Русского Ребенка).
- Гребенщиков Г. Русские студенты в Южном Колледже Флориды // Новое русское слово.— Нью-Йорк, 1941.— 19 октября (№ 10470).— С. 5.
- Гребенщиков Г. К слову о Гречанинове // Новое русское слово.— Нью-Йорк, 1944.— 2 ноября (№ 11877).— С. 2.
- Гребенщиков Г. Чудеса: О книге М. Гурьева // Новое русское слово.— Нью-Йорк, 1944.— 17 декабря (№ 11922).— С. 8.
- Гребенщиков Г. У чужих порогов: Из книги «Отрочество» // Новое русское слово.— Нью-Йорк, 1946.— 6 января (№ 12305).— С. 2, 8.
- Гребенщиков Г. Памяти М. Е. Гурьева: Обращение ко всем читателям // Новое русское слово.— Нью-Йорк, 1946.— 13 октября (№ 12586).— С. 3.
- Гребенщиков Г. Подвиг озарения: О работе слепой, глухой и немой Елены Келлер // Новое русское слово.— Нью-Йорк, 1946.— 22 октября (№ 12595).— С. 3.
- Гребенщиков Г. На фарме Толстовского Фонда // Новое русское слово.— Нью-Йорк, 1947.— 13 ноября (№ 12985).— С. 2, 3.
- Гребенщиков Г. В гостях у Пушкина // Новое русское слово.— Нью-Йорк, 1948.— 7 апреля (№ 13131).— С. 2, 3.
- Гребенщиков Г. Грустная нотка [Памяти Анны Ильиничны Андреевой] // Новое русское слово.— Нью-Йорк, 1948.— 9 апреля (№ 13133).— С. 3.
- Гребенщиков Г. Егоркино счастье: (Из книги «Егоркина жизнь») // Новое русское слово.— Нью-Йорк, 1948.— 2 мая (№ 13155).— С. 3, 8.
- Гребенщиков Г. Помогите сестрам Достоевским: [Екатерина Петровна Достоевская и её сестра Нина Петровна Фальц-Фейн в Парижском о-ве помощи беженцам] // Новое русское слово.— Нью-Йорк, 1949.— 6 января (№13404).— С. 2.
- Гребенщиков Г. Встреча [с Ф. Севицким] // Новое русское слово.— Нью-Йорк, 1949.— 27 февраля (№ 13456).— С. 2.
- Гребенщиков Г. Пчелиный Берендей: [В. К. Сохарев, автор книги «Как живут и работают пчёлы (Факты, опыты и наблюдения)»] // Новое русское слово.— Нью-Йорк, 1949.— 11 июня (№ 13560).— С. 3.
- Гребенщиков Г. Владимир Бакалейников и Марина Кошиц // Новое русское слово.— Нью-Йорк, 1949.— 4 ноября (№ 13706).— С. 3.
- Гребенщиков Г. Весна красная: Фрагмент из книги «Чураевы» // Новое русское слово.— Нью-Йорк, 1950.— 9 апреля (№ 13862).— С. 8.
- Гребенщиков Г. Почтим память К. Д. Бальмонта! // Новое русское слово.— Нью-Йорк, 1951.— 22 апреля (№ 14241).— С. 5.
- Гребенщиков Г. Искуситель // Новое русское слово.— Нью-Йорк, 1951.— 29 апреля (№ 14248).— С. 3, 7.
- Гребенщиков Г. На пороге юности: Из книги «Егоркина жизнь» // Новое русское слово.— Нью-Йорк, 1953.— 5 апреля (№ 14953).— С. 2, 3.
- Гребенщиков Г. Зигзаги юных лет: (Из неизданной книги «Егоркина жизнь») // Новое русское слово.— Нью-Йорк, 1953.— 24 мая (№ 15002).— С. 2.
- Гребенщиков Г. Когда зеленела горка // Новое русское слово.— Нью-Йорк, 1954.— 25 апреля (№ 15338).—С. 2 ; 1978.— 30 апреля (№ 24557).— С. 2, 8.
- Гребенщиков Г. Памяти В. В. Завадского // Новое русское слово.— Нью-Йорк, 1954.— 20 мая (№ 15363).— С. 3.
- Гребенщиков Г. Суд Соломона: Рассказ, которого нельзя выдумать // Новое русское слово.— Нью-Йорк, 1954.— 26 декабря (№ 15583).— С. 2.
- Гребенщиков Г. Воскрешение: [Отрывок из романа «Пляска по пламени» — 8-й т. эпопеи «Чураевы»] // Новое русское слово.— Нью-Йорк, 1955.— 17 апреля (№ 15695).— С. 2, 7.
- Гребенщиков Г. Шамбала в «загоне»: Письмо в редакцию // Новое русское слово.— Нью-Йорк, 1955.— 10 мая (№ 15718).— С. 2
- Гребенщиков Г. Памяти епископа Ионы // Новое русское слово.— Нью-Йорк, 1955.— 4 декабря (№ 15499).— С. 5.
- Гребенщиков Г. Ледяная повесть // Новое русское слово.— Нью-Йорк, 1956.— 8 января (№ 15534).— С. 2
- Гребенщиков Г. Я слышу голоса... // Новое русское слово.— Нью-Йорк, 1956.— 6 мая (№ 15653).— С. 2; 1982.— 18 апреля (№ 25799).— С. 3.
- Гребенщиков Г. «Гибель Атлантиды»: [Поэма Г. В. Голохвастова] // Новое русское слово.— Нью-Йорк, 1957.— 3 марта (№ 15954).— С. 5.
- Гребенщиков Г. Лебединая трагедия // Новое русское слово.— Нью-Йорк, 1957.— 3 мая (№ 16015).— С. 4; 4 мая (№ 16016).— С. 4.
- Гребенщиков Г. Генерал Самсонов: [Глава из книги «Океан багряный» / Примеч. ред.] // Новое русское слово.— Нью-Йорк, 1972.— 20 августа (№ 22713).— С. 7.
- Гребенщиков Г. Д. О Новом Ковчеге // «Дельфис» — № 25(1) — 2001
- Гребенщиков Г. Д. Россия // «Дельфис» — № 31(3) — 2002

## Отзывы
Федор Шаляпин: «Читая „Чураевых“, я горжусь, что я русский, и с завистью жалею, что я не сибиряк».
Валентин Распутин: «пока такие мастера есть, есть великая русская литература».